# Tresdeu
Tresdeu és una revista digital en valencià, publicada mensualment per la cooperativa audiovisual Tresdeu Media des del 2012, especialitzada en la difusió de la música en valencià al País Valencià, amb informació de concerts, novetats i entrevistes als grups valencians. S'adreça a un públic concret que accedix per ideologia i per compartir una identitat, és de les anomenades publicacions militants.
Convoquen els Premis Tresdeu que valoren les persones i col·lectius creatius del País Valencià, amb deu categories com interpretació, il·lustració, disseny, audiovisual, nous formats o composició musical.
En 2017 Tresdeu va aconseguir que el projecte de foment de la lectura en valencià Els llibres de Sénia, amb la booktuber Sénia Mulayali, fóra seleccionat com a projecte emprenedor d'innovació social i urbana de l'Ajuntament de València al Col·lab de Las Naves, amb el suport de la Fundació pel Llibre i la Lectura de la Generalitat Valenciana.